# Nealit
Nealit – minerał klasy arsenianów. 

## Właściwości
Krystalizuje w układzie trójskośnym. Wykształca kryształy o pokroju słupkowym i igiełkowym. Występuje zazwyczaj w skupieniach równoległych, rzadziej promienistych. Jest minerałem bardzo kruchym i przezroczystym. Posiada najczęściej diamentowy połysk oraz jasnożółtą rysę. 

## Występowanie
Występuje na starych hałdach pozostałości hutniczych bogatych w ołów i arsen, zrzucanych do morza. Towarzyszą mu anglezyt, aragonit, annabergit, fosgenit, laurionit, cerusyt oraz goethyt. 

## Miejsce występowania
Występuje przede wszystkim w Grecji (Lawrio). Stwierdzony także we Francji, Włoszech, w Niemczech, Hiszpanii i Polsce (Górny Śląsk).

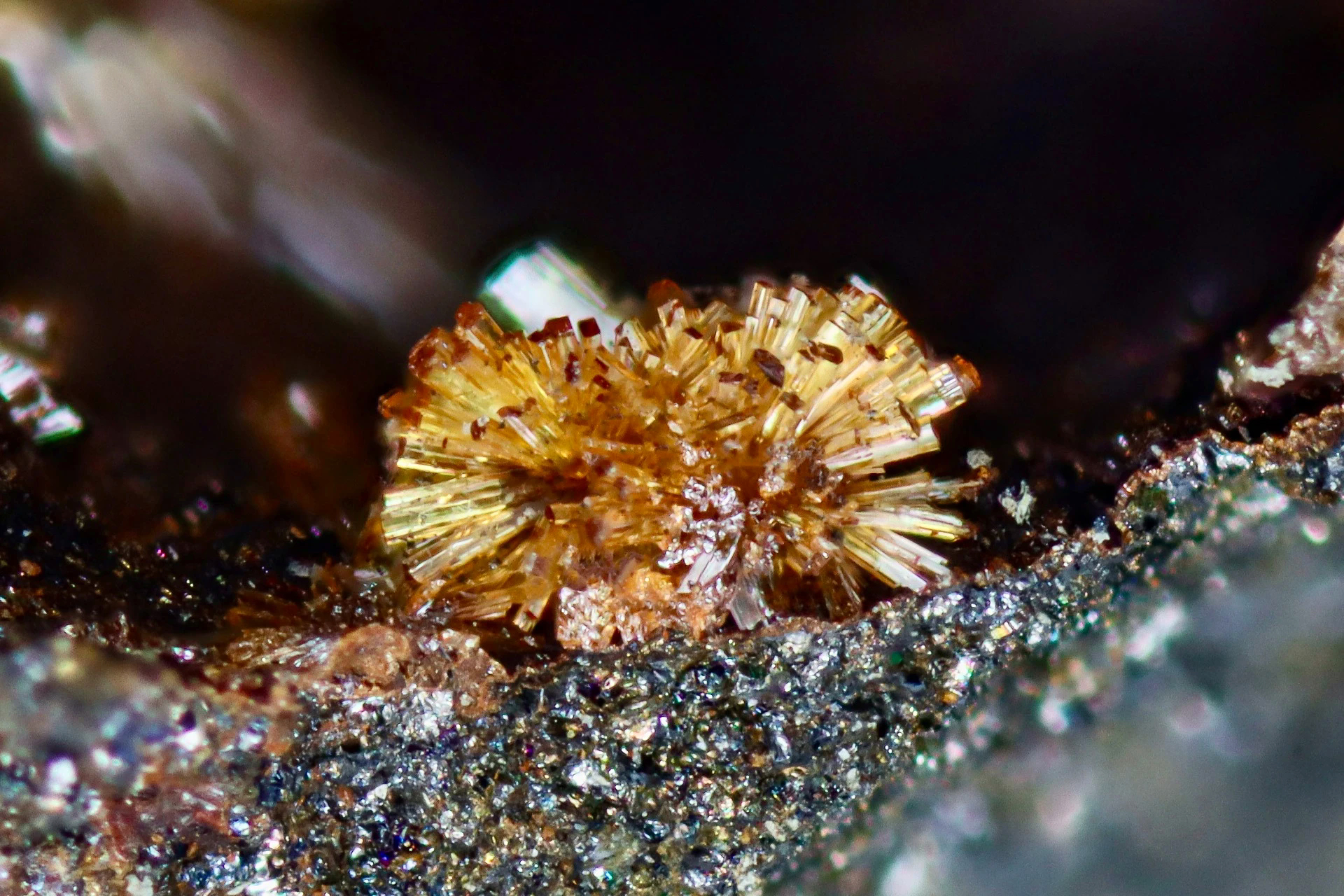